# Costa (Ecuador)
La Costa è una regione geografica della Repubblica dell'Ecuador situata tra la Cordigliera andina e l'Oceano Pacifico, nella parte occidentale del paese sudamericano. Il suo paesaggio è in gran parte pianeggiante e varia dalle foreste aride del sud alle foreste umide del nord, con la presenza di mangrovie nel Golfo di Guayaquil e sulla costa settentrionale. Si estende nelle province di Guayas, Santa Elena, Manabí, El Oro, Los Rios, Santo Domingo e Esmeraldas, e alcune piccole zone di province limitrofe. La città principale e più popolosa in questa regione è Guayaquil, che è anche la città più popolosa di tutto l'Ecuador; altre città importanti sono Santo Domingo, Machala, Durán, Portoviejo e Manta.

## Geografia

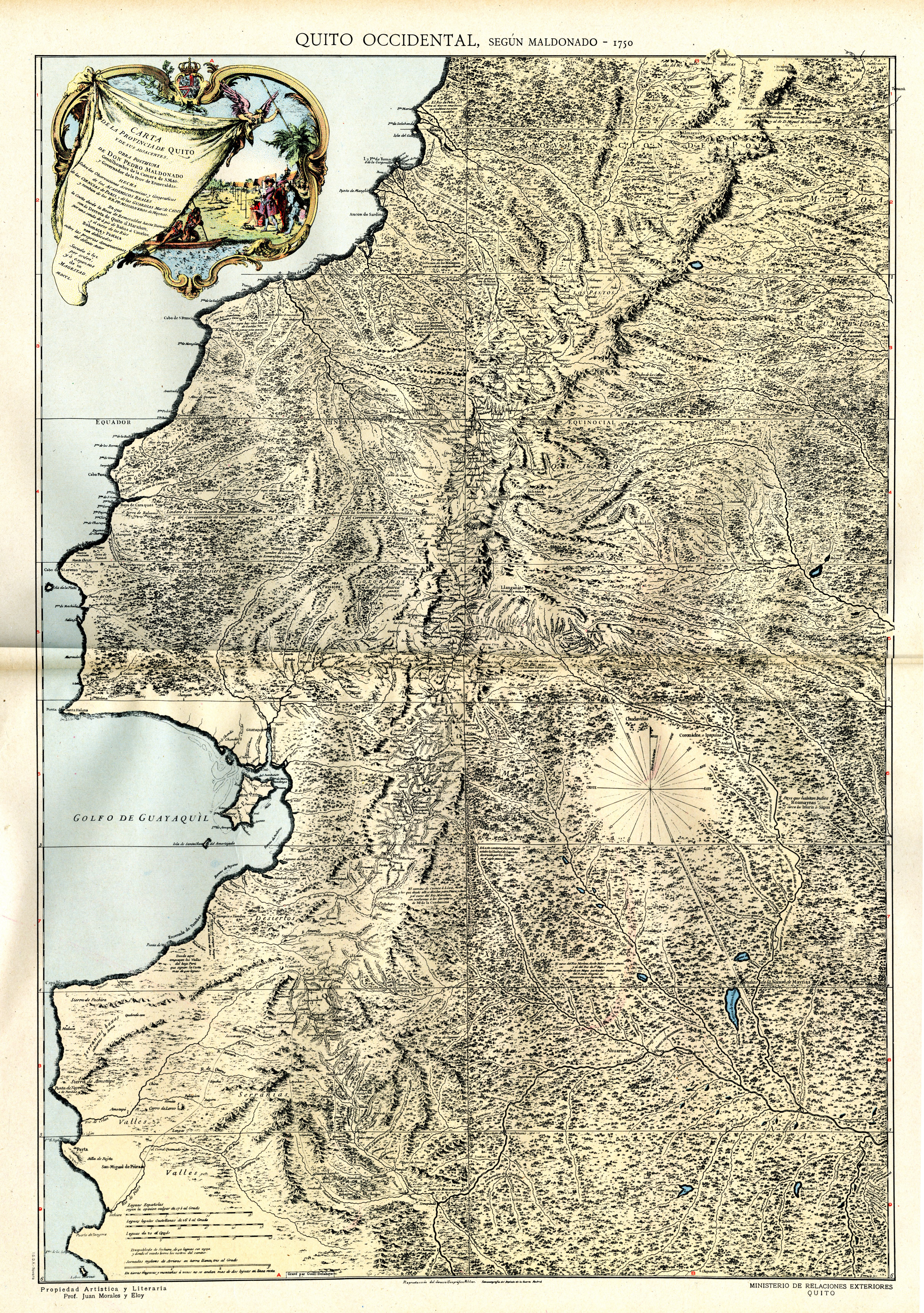
Parte occidentale della Audiencia Reale di Quito di Pedro Vicente Maldonado, risalente al 1750.

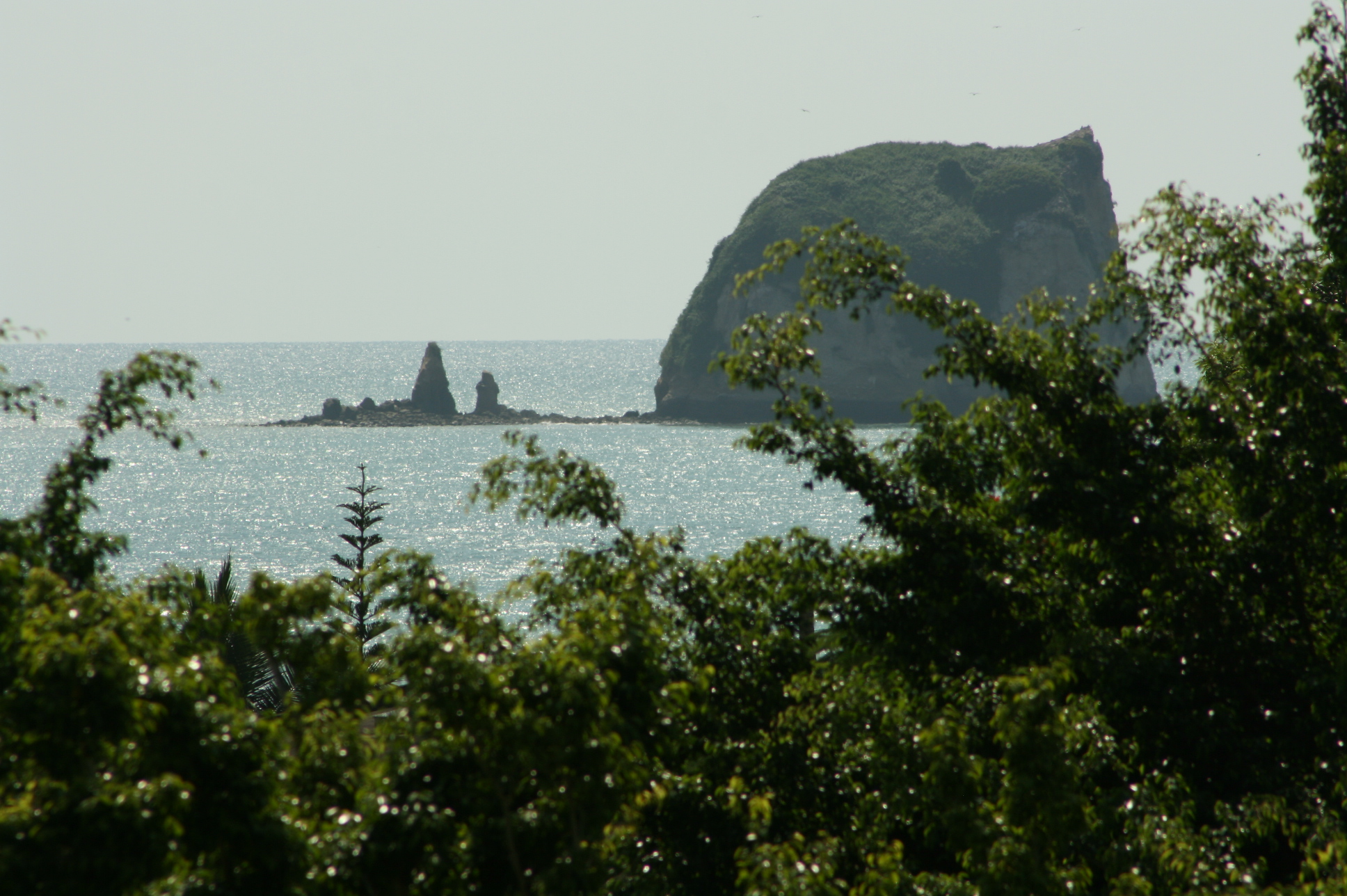
Il promontorio di Sua, nella provincia di Esmeraldas.

Cinque delle sette province hanno sbocco sul mare e sono dotate di spiagge frequentate dai turisti, in particolar modo le province di Esmeraldas, Manabi e Santa Elena. In questa zona è presente il più grande sistema fluviale dell'Ecuador, il bacino del fiume Guayas e dei suoi affluenti.
L'Ecuador dispone di 640 chilometri di costa e la regione è una delle tre regioni naturali che dividono l'Ecuador continentale, le altre sono la Sierra e l'Amazzonia. Nella regione costiera i rilevi sono poco pronunciati e il clima è generalmente uniforme per la maggior parte del territorio, tuttavia, esistono evidenti differenze tra alcune foreste tropicali del nord, tra le più piovose della Terra, e le pianure semidesertiche del profondo sud.

### Clima
La regione è caratterizzata al sud da un clima caldo e secco e al nord da un clima tropicale umido; le temperature vanno da 25 a 30 gradi. La stagione piovosa va solitamente da gennaio a maggio ed è quella più calda anche se viene chiamata invernale, tuttavia, a partire dal XXI secolo, in alcune annate, l'imprevedibile e caotico fenomeno chiamato El Niño, ha stravolto in alcune annate il clima generalmente secco e fresco dell'estate ecuadoriana, che nella Costa va da giugno a dicembre, causando diversi danni alla popolazione e all'agricoltura di tutto il paese andino, così come dell'America in generale.

## Divisione politica

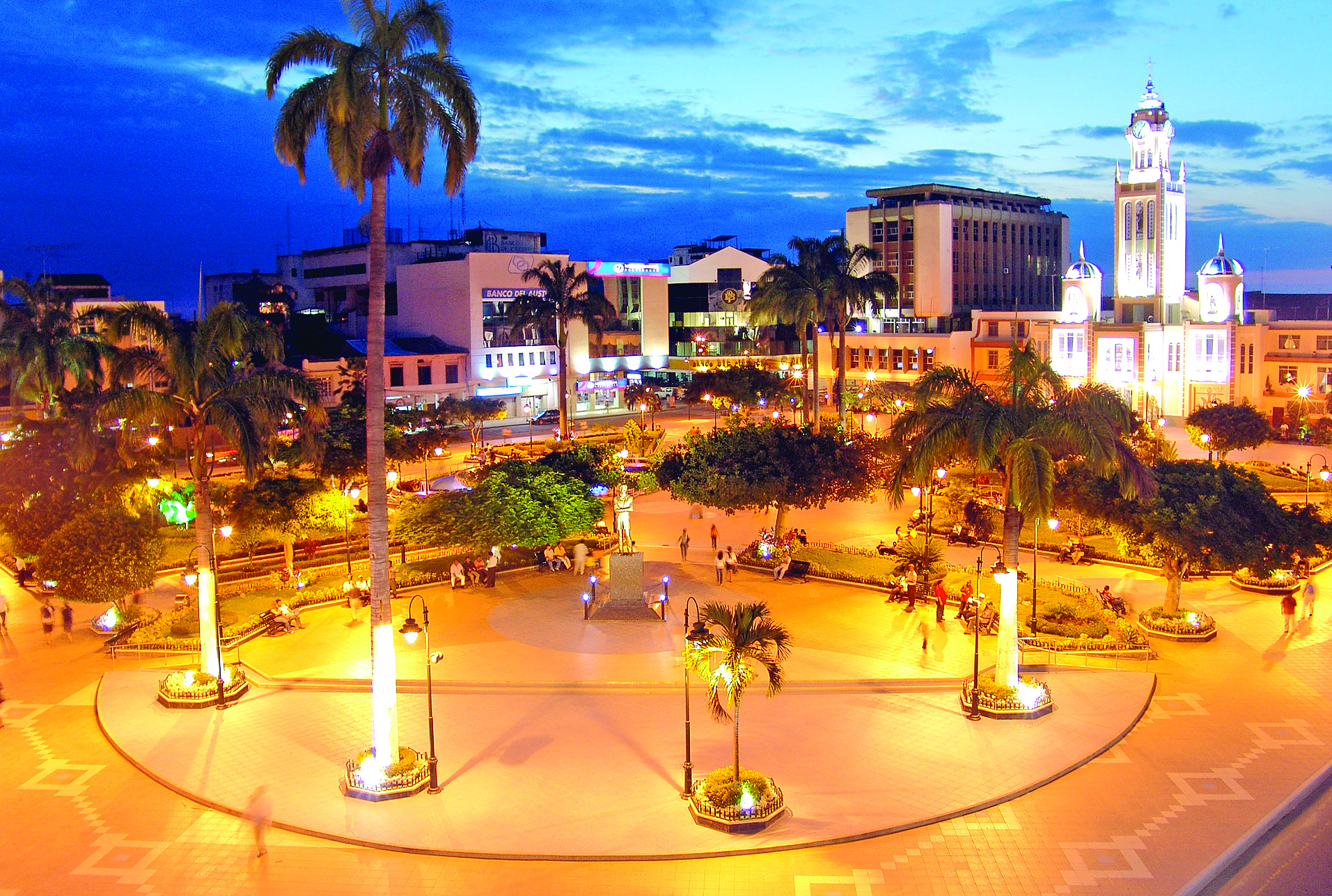
Il Parco centrale di Machala, terza città costiera più popolosa.

La regione è composta da sette delle 24 province dell'Ecuador: Guayas, Manabi, Esmeraldas, El Oro, Los Rios, Santo Domingo de los Tsáchilas e Santa Elena. Tutte le province hanno coste e sbocchi sul mare ad eccezione di Santo Domingo de los Tsáchilas e Los Rios. All'interno della regione ci sono un totale di 86 cantoni, divisi a loro volta in parrocchie urbane e rurali.
Più della metà della popolazione dell'Ecuador è "costegna", con circa 8,5 milioni di persone che vivono in questa regione.
La maggioranza della popolazione nera dell'Ecuador vive nella regione costiera, in particolare nel nord dell'Ecuador, con un 49% nella provincia di Esmeraldas, mentre solo il 10% della provincia di Guayas e il 6% di quella di Manabi è di origine africana. Per quanto riguarda gli amerindi, nella Costa sono in numero piuttosto ridotto e quelli presenti si sono mescolati in gran parte con neri, bianchi e meticci.
La credenza popolare vuole che i costegni siano aperti, allegri, sanguigni e siano eccellenti ballerini, al contrario dei "serrani", che tendono ad essere più tranquilli e a preferire circoli sociali più intimi. In generale, lo stile di vita dei costegni è maggiormente orientato verso luoghi esterni, e questo è più evidente nel caso di classi sociali più basse; tipici infatti sono i circoli di strada e i giochi da tavolo sui marciapiedi, in contrasto con la popolazione serrana, che preferisce stare in luoghi interni, anche per la necessità di ripararsi dal freddo.
Nell'istruzione, in Ecuador esistono due regimi scolastici a causa delle differenti condizioni climatiche tra le regioni costiere e quelle andine: nel regime della Costa, al quale appartengono anche le Galápagos, l'anno scolastico inizia solitamente in aprile (o maggio) per terminare in gennaio, mentre nel regime della Sierra, del quale fa parte anche l'Amazzonia, l'anno scolastico inizia in settembre e termina in giugno.
La seguente tabella elenca le città con la maggiore popolazione della regione, in base ai risultati del censimento 2022:
| # Pos. naz. | # Pos. reg. | Città        | Provincia                      | Popolazione (2022) |
| ----------- | ----------- | ------------ | ------------------------------ | ------------------ |
| 1           | 1           | Guayaquil    | Guayas                         | 2 650 288          |
| 4           | 2           | San Domenico | Santo Domingo de los Tsáchilas | 334 826            |
| 5           | 3           | Durán        | Guayas                         | 295 211            |
| 6           | 4           | Machala      | El Oro                         | 288 072            |
| 7           | 5           | Manta        | Manabí                         | 258 697            |
| 8           | 6           | Portoviejo   | Manabí                         | 244 129            |
| 10          | 7           | Quevedo      | Los Ríos                       | 177 792            |
| 13          | 10          |              | Guayas                         | 161 498            |
| 14          | 11          | Miracolo     | Guayas                         | 159 970            |
| 16          | 12          | Esmeraldas   | Esmeraldas                     | 155 487            |
| 17          | 13          | La Libertà   | Santa Elena                    | 112 154            |
| 18          | 14          | Babahoyo     | Los Ríos                       | 98 251             |
| 21          | 15          | Samborondón  | Guayas                         | 72 425             |
| 22          | 16          | Montecristi  | Manabí                         | 71 066             |
| 23          | 17          | {Pasaje      | El Oro                         | 60 147             |
| 24          | 18          | Santa Rosa   | El Oro                         | 56 842             |
| 26          | 19          | Huaquillas   | El Oro                         | 56 021             |
| 28          | 20          | Chone        | Manabí                         | 54 629             |
| 29          | 21          | Sant'Elena   | Santa Elena                    | 54 565             |

## Aree protette

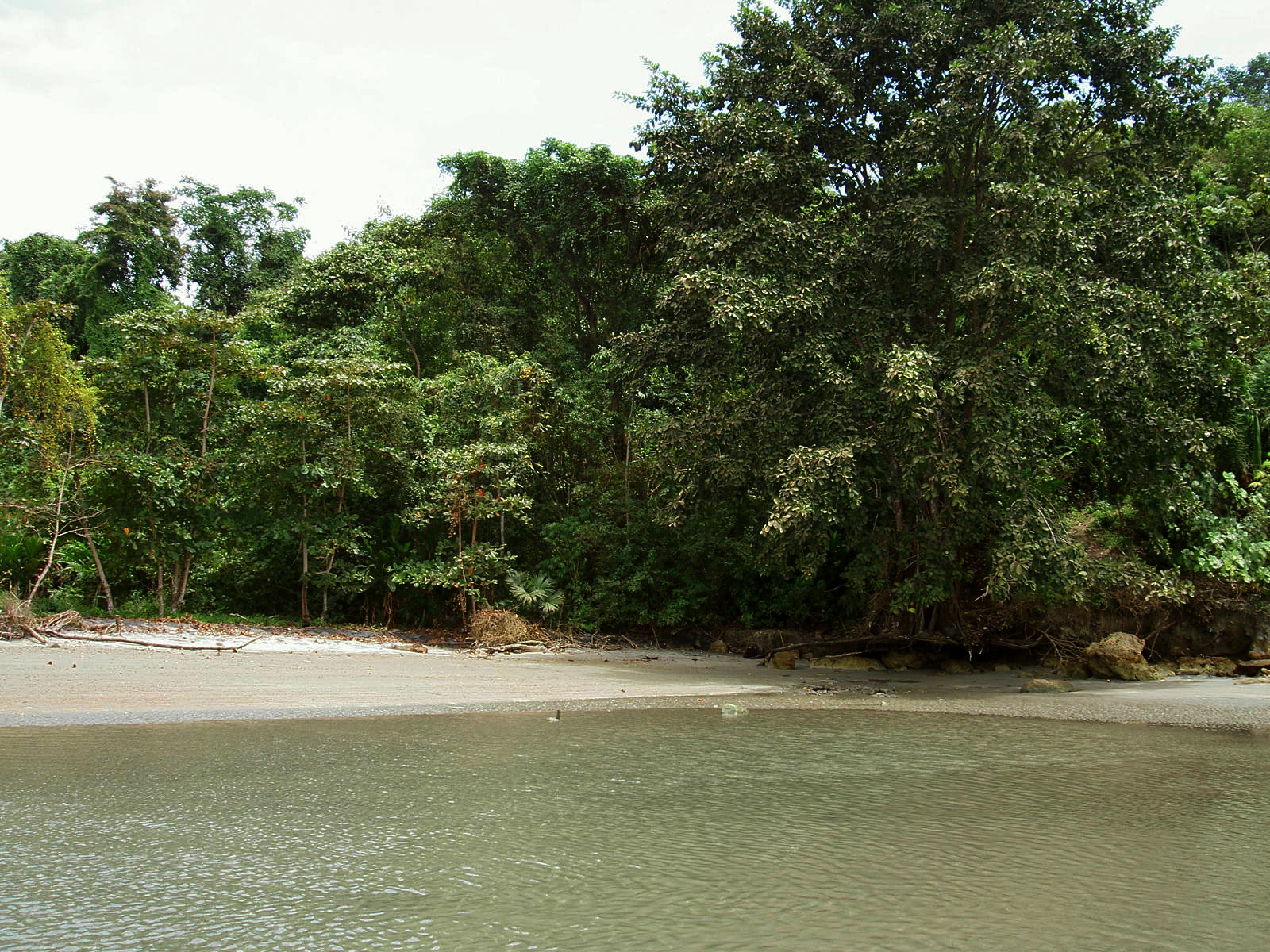
Mangrovie nella Riserva Manglares Cayapas-Mataje.

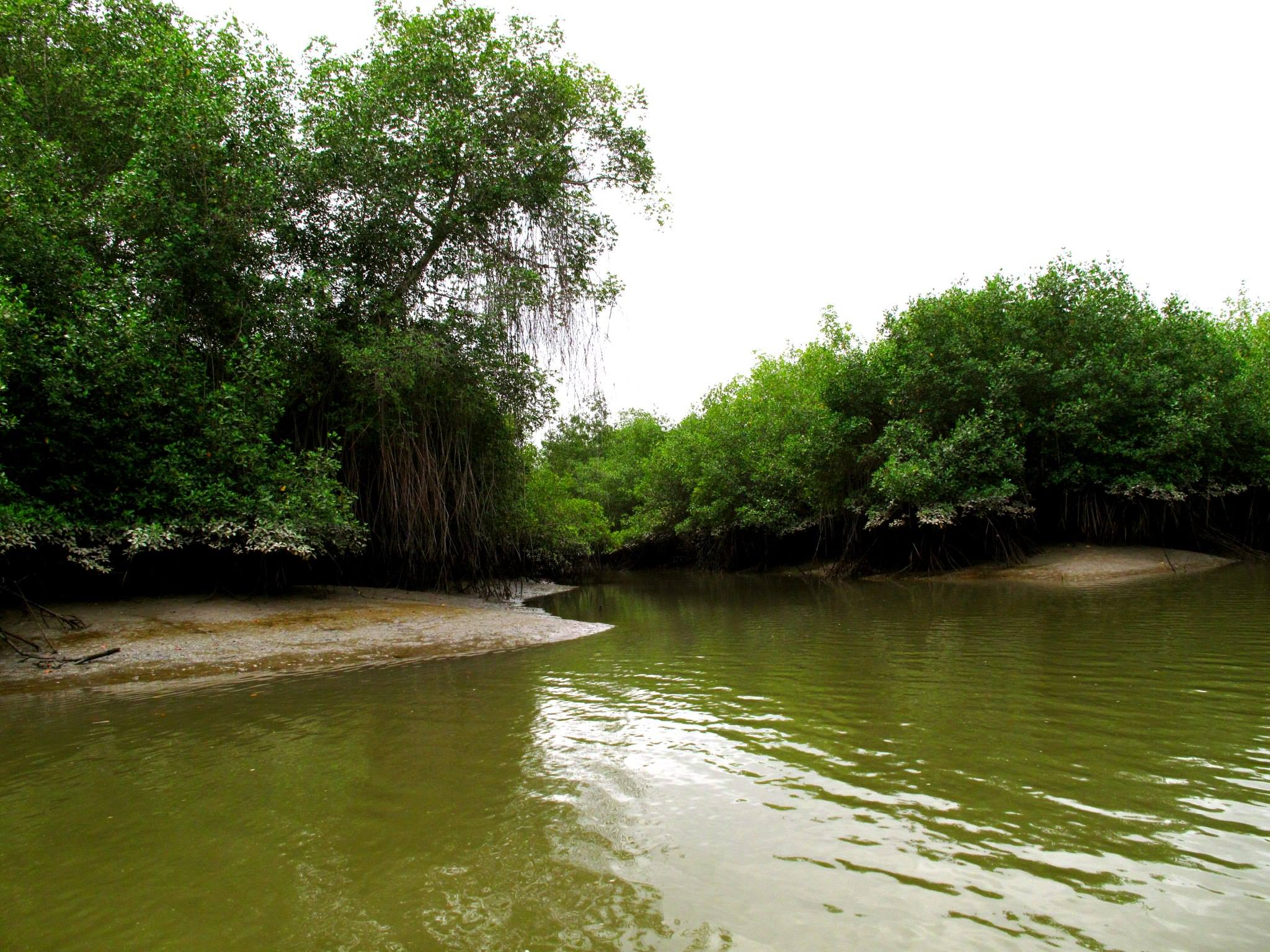
Riserva di Manglares Churute

Nella regione costiera si trovano diverse aree protette, tra cui:
- Parco nazionale Machalilla: situato nella Provincia di Manabí e istituito nel 1979, è una delle più vaste zone protette dell'Ecuador, con un'estensione terrestre di 56.184 ha e una marina di 14.430 ha.[6]
- Riserva ecologica Manglares Cayapas-Mataje: situata a nord-ovest dell'Ecuador nel Cantone di San Lorenzo e con un'estensione di 49.350 ha, è stata dichiarata sito Ramsar dall'UNESCO nel 2003.[7]
- Riserva ecologica Cotacachi-Cayapas: una delle più importanti aree ecologiche dell'Ecuador, copre ben 243.638 ha. SI trova nella provincia di Esmeraldas.[7]
- Riserva ecologica Mache-Chindul: localizzata nel sud-ovest della provincia di Esmeraldas, nei cantoni Quinindé, e Muisne, è stata creata nel 1994 e copre un'area di 119.000 ha.[8]
- Riserva ecologica Manglares Churute: si trova nel golfo di Guayaquil ed ha un'estensione di 50.000 ha. È stata dichiarata sito ramasar nel 1993.[9]
- Riserva ecologica Arenillas: situata vicino al confine con il Perù è un'area di 17.000 ha che dal 2001 è amministrata dal Ministero della Difesa, ed è quindi necessario chiedere il permesso perché i turisti possano accedere.[10]